# Norra Ljussjön
Norra Ljussjön är en sjö i Söderhamns kommun i Hälsingland och ingår i Ljusnan-Skärjåns kustområde. Sjön har en area på 0,0755 kvadratkilometer och ligger 105,3 meter över havet.

## Delavrinningsområde
Norra Ljussjön ingår i det delavrinningsområde (678608-155886) som SMHI kallar för Utloppet av Storbillingen. Medelhöjden är 81 meter över havet och ytan är 4,91 kvadratkilometer. Räknas de 2 avrinningsområdena uppströms in blir den ackumulerade arean 11,58 kvadratkilometer. Avrinningsområdets utflöde Kvarnån mynnar i havet. Avrinningsområdet består mestadels av skog (71 procent). Avrinningsområdet har 1,08 kvadratkilometer vattenytor vilket ger det en sjöprocent på 14,5 procent.